# نيبون أويل
مؤسسة نيپون أويل هي شركة نفط يابانية. يشمل مجال عملها، التنقيب، التصدير، تصفية النفط الخام، تصنيع وبيع منتجات النفط، بما فيها الوقود وزيوت التشحيم والأنشطة الأخرى المتعلقة بالطاقة.
تبيع الشركة منتجاتها تحت الاسم التجاري إنيوس، وهو نفس اسم محطات الخدمات التي تمتلكها. وتعتبر أكبر شركة نفط في اليابان، وقد حققت في السنوات الأخيرة عمليات توسع في بعض البلدان الأخرى.